# GFF 4
Der GFF 4 oder MPV (Medium Protected Vehicle), vormals Grizzly, ist ein gepanzertes Radfahrzeug der Rüstungsunternehmen Krauss-Maffei Wegmann und Iveco Defense Vehicles. Er ist Teil des Beschaffungsvorhabens der Bundeswehr für Geschützte Führungs- und Funktionsfahrzeuge (GFF) in der sogenannten Klasse 4 (hochgeschützte Fahrzeuge), dort soll es die Lücke zwischen dem ATF Dingo und dem GTK Boxer schließen. Ein erstes Fahrzeug wurde im November 2007 zur Erprobung an das Bundesamt für Wehrtechnik und Beschaffung, inzwischen Bundesamt für Ausrüstung, Informationstechnik und Nutzung der Bundeswehr, ausgeliefert. Konkurrent ist Rheinmetall Landsysteme mit dem Wisent.

## Allgemein
Das Fahrzeug bietet Platz für zehn Soldaten und kann mit verschiedenen Rüstsätzen ausgerüstet werden, dazu hat es ein 20-Kilowatt-Stromaggregat an Bord. Der Grizzly kann im Airbus A400M transportiert werden. Das Fahrgestell stammt vom Iveco Trakker. Es sind auch Versionen mit 4×4, 8×8 oder amphibisch (in Zusammenarbeit mit BAe) möglich.

## Nutzer
- Deutschland
- Italien: 16[1] Fahrzeuge beim Esercito Italiano als VTMM im Einsatz z.b in Afghanistan (Resolute Support)
- Libanon: 5 Fahrzeuge von Iveco in 4×4-Ausführung[2]